# Hypoleria daguana
Hypoleria daguana är en fjärilsart som beskrevs av Rudolf Bargmann 1929. Hypoleria daguana ingår i släktet Hypoleria och familjen praktfjärilar. Inga underarter finns listade i Catalogue of Life.